# Rosario (La Unión)
Rosario  (Bayan ng  Rosario) es un municipio filipino de primera categoría, situado en la isla de Luzón y perteneciente a  la provincia de La Unión en la Región Administrativa de Ilocos, también denominada Región I.

## Barangays
Rosario se divide, a los efectos administrativos, en 33  barangayes o barrios, conforme a la siguiente relación:
| - Alipang - Ambangonan - Amlang - Bacani - Bangar - Bani - Benteng-Sapilang - Cadumanian | - Camp One - Carunoan del Este - Carunoan del Oeste - Casilagan - Cataguingtingan - Concepción - Damortis - Gumot-Nagcolaran | - Inabaan del Norte - Inabaan del Sur - Nagtagaan - Nangcamotian - Parasapas - Población del Este - Población del Oeste - Puzon | - Rabon - San José - Marcos - Subusub - Tabtabungao - Tanglag - Tay-ac - Udiao - Vila |  |

## Historia
Rosario, así como otros municipios del sur de la provincia filipina de La Unión, formaba parte del territorio etnoliguistico  Pangalatok.
El municipio data de 1869 siendo su territorio segregado del término de Santo Tomás.

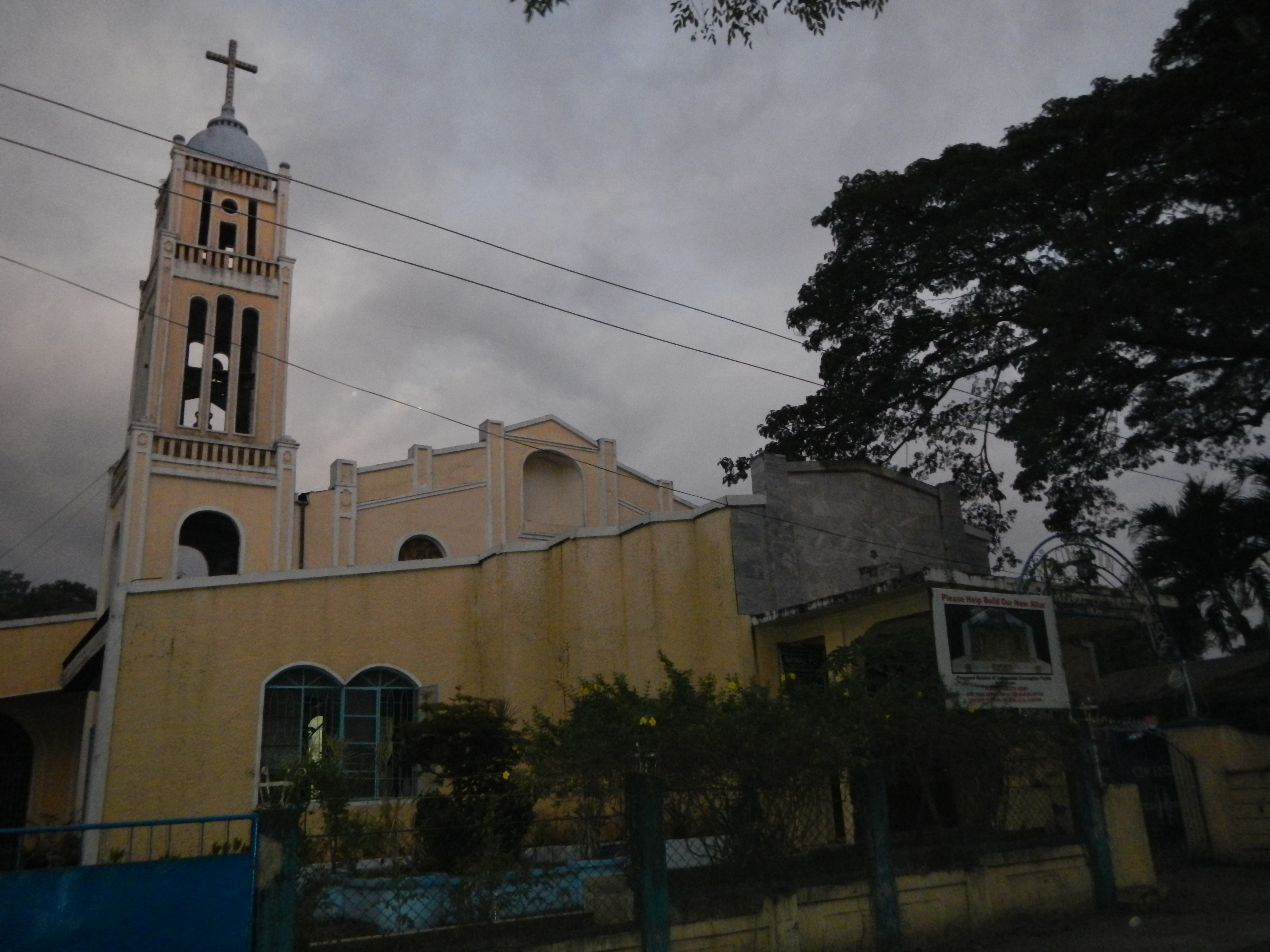
Parroquia de la Inmaculada Concepción

## Patrimonio
La iglesia parroquial católica bajo la advocación de la Inmaculada Concepción data de 1869.